# Animal symbolicum

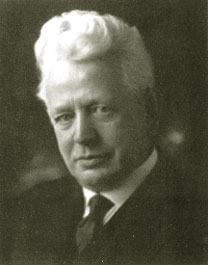
Ernst Cassirer

Der Begriff animal symbolicum wurde von Ernst Cassirer geprägt. Der Begriff hebt die typisch menschliche Fähigkeit hervor, Symbole hervorzubringen und in einer Welt der Symbole zu denken und zu leben. Der Begriff ist vor allem in der Philosophischen Anthropologie verbreitet. Er gehört mit anderen Begriffen wie animal rationale, homo ludens, zoon politikon zu den Topoi der anthropologischen Diskussion.
In seinem Hauptwerk Philosophie der symbolischen Formen und vor allem in seinem anthropologischen Spätwerk Versuch über den Menschen erläutert er den Begriff: Der Mensch lebt nicht in einer rein physischen Umwelt, sondern in einem symbolischen Universum. Sprache, Mythos, Kunst, Religion und alle anderen Bereiche kulturellen Wirkens bilden die Fäden des symbolischen Gewebes. Jeder Fortschritt des menschlichen Denkens und der menschlichen Erfahrung verstärkt und erweitert dieses Gewebe. 
Der Mensch als animal rationale verstanden, macht nur einen Teil dieses symbolischen Universums aus. Neben der Sprache der Begriffe gibt es eine Sprache des Gefühls, neben der Sprache der Logik oder der Wissenschaft besteht die Sprache der poetischen Einbildungskraft. Im Ursprung drückt Sprache nicht Gedanken und Ideen aus, sondern Gefühle und Affekte. 
Der Ausdruck animal symbolicum umfasst daher alle Bereiche der menschlichen Kultur. Die symbolische Fähigkeit des Menschen entwickelt sich zwar hauptsächlich mit und in der Sprache, die nicht nur ein Kommunikationsmittel, sondern auch ein Mittel des Denkens ist, doch ist es eine besondere Leistung der Symbolphilosophie Cassirers, dass sein Konzept der Symbolisierung – im Gegensatz zur stärker sprachorientierten Erkenntnistheorie Kants – keinesfalls auf die Sprache beschränkt ist. Der Mensch zeichnet sich vielmehr dadurch aus, dass er der Welt über das Symbol sowohl individuelle als auch kollektiv konnotierte Bedeutung verleiht.